# Santa Maria in Domnica (titre cardinalice)
La diaconie cardinalice de Santa Maria in Domnica est à l'origine instituée vers 678 par le pape Agathon. Sous Benoît XIII, le titre est temporairement élevé à la dignité de cardinal-prêtre. Il est rattaché à la basilique Santa Maria in Domnica qui se trouve dans le rione Celio au sud-est de Rome.
Parmi les titulaires de Santa Maria in Domnica, se trouvent les papes Étienne IX, Grégoire VII, Léon X et Clément VII.

## Titulaires
| - Frédéric de Lorraine (1020-1058), pape Étienne IX (1057-1058) - Ildebrando Aldobrandeschi de Soana (vers 1015/1020-1085), pape Grégoire VII (1073-1085) - Teodino Sanseverino (10??-1099) - Giovanni (1088-avant 1123) - Crescenzio (vers 1112-1120) - Stefano (1120-vers 1122) - Angelo (1122-1130?) - Gerardo (1134-vers 1145) - Simeone Borelli (1158-1159? ou 1169?) - Benedetto (1200-1201) - Roger (vers 1202-1206) - Tommaso Orsini (vers 1383-1390) - Pietro Morosini (1408-1424) - Vacant (1424-1473) - Pedro González de Mendoza (1473-1478) - Ferry de Clugny (1482-1483) - Giovanni Battista Orsini (1483-vers 1484) - Jean de Médicis (1492-1513), élu pape Léon X. - Jules de Médicis (1513-1517), élu pape Clément VII. - Innocent Cybo (1517-1550) - Niccolò Gaddi (1550) - Andrea Corner (1550-1551) - Vacant (1551-1555) - Roberto de' Nobili (1555-1559) - Alfonso Carafa (1559-1560) - Jean de Médicis (1560-1562) - Ferdinand Ier de Médicis (1565-1585) - Charles de Lorraine (1585-1587) - Federico Borromeo (1588-1589) - Francesco Maria del Monte (1589-1591) - Flaminio Piatti (1591-1592) - Vacant (1592-1596) - Andrea Baroni Peretti Montalto (1596-1600) - Vacant (1600-1610) - Ferdinand de Mantoue (1610-1612) - Vacant (1612-1616) - Carlo de' Medici (1616-1623) | - Vacant (1623-1627) - Alessandro Cesarini (1627-1632) - Vacant (1632-1644) - Camillo Francesco Maria Pamphilj (1644-1647) - Lorenzo Raggi (1647-1652) - Carlo Pio di Savoia (1654-1664) - Vacant (1664-1668) - Sigismondo Chigi (1668-1670) - Camillo Massimo (1671-1673) - Pietro Basadonna (1674-1684) - Francesco Maria de Médicis (1687-1709) - Curzio Origo (1712-1716) - Vacant (1716-1725) - Niccolò Paolo Andrea Coscia, titre pro illa vice (1725-1755) - Vacant (1755-1803) - Giovanni Castiglione (1803-1815) - Vacant (1815-1823) - Tommaso Riario Sforza (1823-1834) - Francesco Saverio Massimo (1842-1848) - Roberto Giovanni F. Roberti (1850-1863) - Domenico Consolini (1866-1884) - Agostino Bausa (1887-1889) - Vacant (1889-1901) - Luigi Tripepi (1901-1906) - Vacant (1906-1911) - Basilio Pompilj (1911-1914) - Scipione Tecchi (1914-1915) - Niccolò Marini (1916-1923) - Vacant (1923-1935) - Camillo Caccia Dominioni (1935-1946) - Vacant (1946-1953) - Alfredo Ottaviani (1953-1967), titre pro illa vice (1967-1979) - Vacant (1979-1983) - Henri de Lubac (1983-1991) - Luigi Poggi (1994-2004) - William Joseph Levada (2006-2016), titre pro illa vice (2016-2019) - Marcello Semeraro (Depuis 2020) |